# グスタボ・マルティニ・リッシ
グスタボ・リッシ（Gustavo Rissi）ことグスタボ・マルティニ・リッシ（ポルトガル語: Gustavo Martini Rissi、1998年2月4日 - ）は、ブラジルサンパウロ州出身のプロサッカー選手。Jリーグ・アスルクラロ沼津所属。ポジションはディフェンダー。

## 経歴
クルゼイロECの下部組織出身で、2019年にイパチンガECに期限付き移籍して選手となった。その後、ボアECを経て、同年に米国のオースティン・ボールドFCに期限付き移籍すると、2021年末迄の3シーズンをここで過ごした。
2022年2月16日にロチェスター・ニューヨークFCに完全移籍。翌年にインディ・イレブンに完全移籍し、マイアミFCに期限付き移籍した。
2024年2月4日にJ3リーグのアスルクラロ沼津に完全移籍した。同シーズンの登録名は「グスタボ・マルティニリッシ」。翌2025年も沼津に残留し、登録名を「グスタボ・リッシ」へ変更した。

## 個人成績
| 国内大会個人成績 | 国内大会個人成績 | 国内大会個人成績 | 国内大会個人成績 | 国内大会個人成績 | 国内大会個人成績 | 国内大会個人成績 | 国内大会個人成績 | 国内大会個人成績 | 国内大会個人成績 | 国内大会個人成績 | 国内大会個人成績 |
| 年度             | クラブ           | 背番号           | リーグ           | リーグ戦         | リーグ戦         | リーグ杯         | リーグ杯         | オープン杯       | オープン杯       | 期間通算         | 期間通算         |
| 年度             | クラブ           | 背番号           | リーグ           | 出場             | 得点             | 出場             | 得点             | 出場             | 得点             | 出場             | 得点             |
| 日本             | 日本             | 日本             | 日本             | リーグ戦         | リーグ戦         | リーグ杯         | リーグ杯         | 天皇杯           | 天皇杯           | 期間通算         | 期間通算         |
| ---------------- | ---------------- | ---------------- | ---------------- | ---------------- | ---------------- | ---------------- | ---------------- | ---------------- | ---------------- | ---------------- | ---------------- |
| 2024             | 沼津             | 34               | J3               | 8                | 0                | 0                | 0                | 0                | 0                | 8                | 0                |
| 2025             | 沼津             | 4                | J3               |                  |                  |                  |                  |                  |                  |                  |                  |
| 通算             | 日本             | 日本             | J3               | 8                | 0                | 0                | 0                | 0                | 0                | 8                | 0                |
| 総通算           | 総通算           | 総通算           | 総通算           | 8                | 0                | 0                | 0                | 0                | 0                | 8                | 0                |

出場歴
- Jリーグ初出場 - 2024年9月29日 J3第30節 Y.S.C.C.横浜戦 (愛鷹広域公園多目的競技場)